# Letiště Chrášťany
Letiště Chrášťany (nebo též Nouzová plocha Bylany u Českého Brodu, kód ULBYLA) je zpevněné krátké letiště mezi vesnicemi Bylany a Chrášťany na Českobrodsku. Její plocha je zpevněna asfaltem. Plocha není vodorovná, ale mírně opisuje svažitost náhorní plošiny. Je orientována přibližně ve směru východ západ (100°/280°) a na každém konci se nachází vyasfaltovaná plocha pro otočení letadla. Na délku měří něco málo přes 0,5 km. Na šířku má 15 metrů. Je spojena polní cestou se silnicí vedoucí z Chrášťan do Lipan, která na svém tahu protíná silnici první třídy číslo 12. V současnosti je v soukromém vlastnictví, konají se zde různé akce.